# Relaciones Costa Rica-Ruanda
Las relaciones Costa Rica-Ruanda se refieren a las relaciones internacionales que existen entre Costa Rica y Ruanda.

## Historia
Costa Rica y Ruanda establecieron sus relaciones diplomáticas en 2001 a través de sus misiones en Naciones Unidas.